# Carlos Lemos Júnior
Carlos Lemos Jr., (nascisdo no Rio de Janeiro no dia 9 de abril de 1978) mais conhecido como Escorrega, é um ex-lutador de artes marciais mistas (MMA) e praticante de jiu-jitsu brasileiro (BJJ), onde detém a faixa-preta de 5º grau, além de atuar como treinador.

Múltiplo campeão mundial no esporte, Lemos Jr. é reconhecido como um dos primeiros faixas-pretas a introduzir e estabelecer academias de jiu-jitsu na Europa. Atualmente, ele é o Diretor Regional da Gracie Barra na região de Chicago.

## Biografia
Ele começou a praticar taekwondo aos três anos, passando para o judô aos dez. Aos 14 anos, iniciou seu treinamento em jiu-jitsu brasileiro.
Desde seu último título mundial documentado em 2018, Carlos Lemos Jr., conhecido como "Escorrega", continua deixando sua marca no cenário competitivo do jiu-jitsu brasileiro (BJJ). Como faixa-preta de 5º grau sob a tutela do Mestre Carlos Gracie Jr., ele segue ativo nas divisões máster de grandes torneios. Nos últimos anos, Lemos competiu em eventos da Federação Internacional de Jiu-Jitsu Brasileiro (IBJJF), incluindo o Chicago International Open, onde conquistou medalhas tanto em sua categoria de peso quanto na divisão absoluta, demonstrando sua habilidade e adaptabilidade duradouras. Seu espírito competitivo reflete sua dedicação ao esporte ao longo da vida, mesmo enquanto equilibra os papéis de treinador e líder de academia.
Lemos expandiu significativamente a presença da Gracie Barra na região de Chicago desde que se estabeleceu lá em 2008. Como Diretor Regional da Gracie Barra no Meio-Oeste dos EUA, ele supervisiona várias academias, sendo a Gracie Barra Downers Grove sua principal sede. Sob sua liderança, a academia tornou-se um centro para praticantes de BJJ de todos os níveis, formando inúmeros faixas-pretas e campeões competitivos. Sua ênfase em criar uma comunidade familiar e seguir a filosofia da Gracie Barra de "Jiu-Jitsu para Todos" atraiu um público diversificado, de iniciantes a lutadores profissionais. Nos últimos anos, Lemos também introduziu programas especializados, como oficinas de autodefesa e iniciativas de desenvolvimento juvenil, consolidando ainda mais sua influência na região.
Além de sua carreira competitiva, Carlos Lemos Jr. consolidou-se como um treinador e mentor respeitado na comunidade global de BJJ. Ele formou e promoveu faixas-pretas que hoje lideram academias Gracie Barra ao redor do mundo, incluindo Niclas Gustafsson e Salvatore Pace na Europa, e Hector Vargas e Pedro Tello nos Estados Unidos. Lemos também realizou seminários nos EUA e internacionalmente por meio de iniciativas como o Programa de Embaixadores da GB, compartilhando sua experiência como tetracampeão mundial.
Nos últimos anos, Lemos ampliou seus esforços para educar a comunidade de BJJ por meio de plataformas digitais. Ele contribuiu com conteúdos instrucionais, incluindo aulas online e análises de técnicas, frequentemente em colaboração com a rede global da Gracie Barra. Esses esforços tornaram seu conhecimento acessível a um público mais amplo, reforçando seu papel como embaixador do esporte. Além disso, Lemos participou de entrevistas e podcasts, discutindo sua trajetória, a evolução do BJJ e a importância da resiliência — temas que ecoam suas experiências durante a pandemia global e além.

## Vida pessoal e legado
Agora em seus 40 e poucos anos, Carlos Lemos Jr. mantém uma forte conexão com suas raízes no Rio de Janeiro enquanto vive nos Estados Unidos. Suas habilidades multilíngues (fluente em português, inglês e outros idiomas) têm auxiliado em sua missão de disseminar o BJJ globalmente. Como pai e homem de família, ele frequentemente destaca os paralelos entre criar uma família e construir uma comunidade de jiu-jitsu, enfatizando disciplina, respeito e apoio mútuo. Seu legado vai além de seus títulos, residindo nos inúmeros alunos que ele inspirou a buscar excelência dentro e fora dos tatames.

## Atualização sobre artes marciais mistas
Embora Lemos tenha se afastado das competições profissionais de MMA após suas duas vitórias em 2011, ele permaneceu envolvido no esporte como treinador. Ele trabalhou com lutadores de MMA na região de Chicago, ajudando-os a aprimorar suas habilidades de grappling para o cage. Apesar de não ter retornado às competições, sua breve mas bem-sucedida carreira no MMA continua a despertar interesse entre os fãs, evidenciando sua versatilidade como artista marcial.

## Conquistas
Desde a faixa-azul, Lemos treinou sob a orientação de Carlos Gracie Jr., recebendo todas as suas graduações dele. Tornou-se campeão mundial pela primeira vez no Campeonato Mundial de Jiu-Jitsu de 1999, como faixa-roxa. Em 2011, competiu brevemente no MMA, vencendo suas duas lutas.
Lemos Jr. conquistou outro título mundial na categoria máster em 2015 e novamente em 2018, alcançando seu quarto título mundial. Atualmente, ele é o instrutor-chefe da Gracie Barra Downers Grove, em Downers Grove, Illinois.

## Resumo competitivo no jiu-jitsu brasileiro
Principais conquistas (nível faixa-preta):
- Campeão Campeonato Mundial da IBJJF(2002)
- Campeão Americano Sem Kimono da IBJJF (2009)
- Campeão Europeu da IBJJF (2004)
- Campeão Brasileiro por Equipes (2003)
- Campeão Pan-Americano Máster da IBJJF (2015)
- Campeão do Chicago Open Máster da IBJJF (2010, peso aberto[13])
- Campeão do Chicago Summer Open Sem Kimono da IBJJF (2014)
- Campeão do Chicago Summer Open da IBJJF (2014)
- Campeão do Chicago Winter Open Sem Kimono da IBJJF (2013, absoluto)
- 2º lugar no Campeonato Mundial da IBJJF (2003)
- 2º lugar no Chicago Open Championship da IBJJF (2012)
- 2º lugar no Chicago Winter Open Sem Kimono da IBJJF (2013)
- 2º lugar no Campeonato Americano Sem Kimono da IBJJF (2009, peso aberto)
- 3º lugar no Campeonato Mundial da IBJJF (2005)

Principais conquistas (faixas coloridas):
- Campeão Campeonato Mundial da IBJJF (1999, faixa-roxa)
- Campeão Pan-Americano da IBJJF (2000, faixa-marrom)
- 3 vezes Campeão Brasileiro (1996, 1998, 1999)
- 3º lugar no Campeonato Mundial da IBJJF (2000, faixa-marrom)

## Linhagem de instrutores
Mitsuyo Maeda > Carlos Gracie Sr. > Carlos Gracie Jr. > Carlos Lemos Jr.

## Registro em artes marciais mistas
| Registro MMA    | Registro MMA |
| --------------- | ------------ |
| Vitórias        | 2            |
| Derrotas        | 0            |
| Por nocaute     | 0–0          |
| Por finalização | 1–0          |
| Por decisão     | 1–0          |

| Resultado | Registro | Oponente      | Método                  | Evento | Data                  | Round | Tempo | Local | Notas  |
| --------- | -------- | ------------- | ----------------------- | ------ | --------------------- | ----- | ----- | ----- | ------ |
| Vitória   | 2–0      | Mike Phillips | Decisão (Unânime)       | TFC    | 2011 de julho de 23   | 3     | 5:00  |       | [ 14 ] |
| Vitória   | 1–0      | Jason Rine    | Finalização (Mata-leão) | TFC    | 2011 de janeiro de 15 | 1     | 1:59  |       | [ 15 ] |